# 藍克復
藍克復（德語：Everard Ter Laak，1868年11月5日—1931年5月5日；又名藍玉田），是荷蘭籍天主教主教及聖母聖心會會士，曾任西灣子宗座代牧區宗座代牧及庫倫自治傳教區神長（1924年至1931年間在任）。

## 生平
1868年11月5日，藍克復出生於荷蘭中部海爾德蘭省的迪達姆。1889年11月17日（21歲），他加入聖母聖心會。1892年4月3日（23歲）晉鐸，同年受派遣來到中國蒙古地區傳教。
1906年6月21日，藍克復37歲時，獲時任教宗庇護十世任命為甘肅南境宗座代牧區宗座代牧。1914年5月6日，調任為察哈爾宗座代牧區辅理宗座代牧，領銜希臘帕雷科波利教區主教。同年11月15日，由察哈爾宗座代牧方濟眾主教主禮，西南蒙古宗座代牧閔玉清主教及東蒙古宗座代牧葉步司主教襄禮晉牧。1924年1月12日，察哈爾宗座代牧方濟眾主教去世，藍克復主教接任成為察哈爾代牧區宗座代牧，並兼任外蒙古庫倫自治傳教區神長。同年12月3日，察哈爾代牧區以教座所在地西灣子更名為西灣子宗座代牧區。
1931年5月5日，藍克復主教在內蒙古高家營鎮去世，終年62歲。石德懋主教繼任為西灣子宗座代牧區宗座代牧。